# تیم دوچرخه‌سواری کردیت اگریکول
تیم دوچرخه‌سواری کردیت اگریکول (فرانسوی: Crédit Agricole‎) یک تیم دوچرخه‌سواری در فرانسه بود.
این تیم که متعلق به شرکت کردیت اگریکول می‌باشد در سال ۱۹۸۷ تأسیس و در سال ۲۰۰۸ منحل شده‌است. کردیت اگریکول در سال ۱۹۹۰ مقام اول بخش تیمی تور دو فرانس ۱۹۹۰ را کسب را کرده‌است.